# IC 5020
IC 5020 је спирална галаксија у сазвјежђу Микроскоп која се налази на листи објеката дубоког неба у Индекс каталогу.
Деклинација објекта је - 33° 29' 8" а ректасцензија 20h 30m 38,4s. Привидна величина (магнитуда) објекта IC 5020 износи 12,2 а фотографска магнитуда 13,0. Налази се на удаљености од 38,170 милиона парсека од Сунца. IC 5020 је још познат и под ознакама ESO 400-34, MCG -6-45-6, AM 2027-333, IRAS 20274-3339, PGC 64845.